# Seznam osebnosti iz Občine Metlika
Seznam osebnosti iz občine Metlika vsebuje osebnosti, ki so se tu rodile, delovale ali umrle.

## Vojska
- Jožef Slobodnik, častnik (1885, Radovica — 1966, Ljubljana)
- Franc Kočevar, častnik, partizan, generalpolkovnik JLA in narodni heroj (1918, Metlika ‒ 2005, ?)
- Ilija Badovinac, častnik, narodni heroj Jugoslavije (1917, Rosalnice ‒ 1944 (padel v boju))
- Janko Brodarič, partizan in narodni heroj (1922, Rosalnice pri Metliki ‒ 1943, Veljun, Hrvaška)
- Martin Južna, narodni heroj (1919, Dragomlja vas pri Metliki ‒ 1943, Radatovići, Hrvaška)
- Josip Kopinič, admiral, španski borec (1911, Radoviči pri Metliki ‒ 1997, Ljubljana)
- Ivan Lenković, hrvaški plemič, general in poveljnik Uskokov (?, v Liki ‒ 1569, Metlika)

## Religija
- Evgen Lampe, duhovnik, teolog, pisatelj, literarni kritik, urednik, politik (1874, Metlika ‒ 1918, Ljubljana)
- Anton Žlogar, duhovnik, publicist, nabožni pisatelj (1850, Bušinja vas pri Metliki ‒ 1931, Novo mesto)
- Avguštin Kostelec, duhovnik, redovnik, cistercijan, opat (1879, Drašiči ‒ 1963, Stična)
- Ignacij Staudacher, šolnik, nabožni pisatelj, duhovnik, redovnik, frančiškan (1831, Metlika ‒ 1883, Novo mesto)
- Anton Ivan Režek, slovensko-ameriški duhovnik, misijonar, zgodovinar (1867, Krašnji Vrh ‒ 1946, Michigan, ZDA)
- Ivan Kramarič, duhovnik, šolnik (1892, Radovica ‒ 1958, Trst)
- Jernej Dolžan, duhovnik, pisatelj, narodni buditelj (1815, Križe pri Tržiču ‒ 1880, Metlika)
- Nikolaj Tuškanič, protestantski pridigar (? ‒ 1575, Metlika)
- Ludvik Ceglar, duhovnik, teolog in nabožni pisatelj (1917, Metlika ‒ 1998, Sāo Roque, Brazilija)
- Stanko Ceglar, duhovnik, klasični filolog, medievist (1915, Križevska vas ‒ 1994, Hamilton, Ontario, Kanada)
- Lojze Žabkar duhovnik, redovnik, križnik, pesnik (1919, Mikote ‒ 1983, Ljubljana)
- Janez Škofic, duhovnik, teolog, nabožni pisatelj, sadjar, vinogradnik (1821, Brdo pri Lukovici ‒ 1871, Suhor)
- Janž Tulščak, protestantski pridigar, pisec (?, grad Gracarjev turn ‒ okoli leta 1594, ?)
- Janž Schweiger, protestantski pridigar (okoli 1540, Kočevje ‒ 1585, Ljubljana)
- Friderik Baraga, misijonar, škof, popotnik, slovničar in kandidat za svetnika (1797, Knežja vas ‒ 1868, Michigan, ZDA) (služboval v Metliki)
- Janez Puhar, duhovnik, slikar, pesnik, izumitelj fotografije na steklenih ploščicah (1814, Kranj ‒ 1864, Kranj)
- Ludvik Golia, duhovnik, pravnik, zgodovinar (1846, Ljubljana ‒ 1908, Ljubljana)

## Humanistika in znanost
- Milan Bračika, etnolog, zgodovinar, učitelj (1943, Metlika)
- Andreja Brancelj Bednaršek, etnologinja, umetnostna zgodovinarka (1958, Metlika)
- Ivan Navratil, jezikoslovec, narodopisec, urednik, etnograf (1825, Metlika ‒ 1896, Dunaj)
- Davorin Južnič, jezikoslovec, šolnik (1850, Rosalnice ‒ 1929, ?)
- Mirko Kambič, umetnostni zgodovinar, fotograf, arhivist, znanstvenik, pisec monografij in znanstvenih razprav, predavatelj na oddelku za umetnostno zgodovino na Filozofski fakulteti (1919, Klošter pri Metliki ‒ 2017, Ljubljana)
- Anton Svetina, zgodovinar, pravnik (1891, Vransko ‒ 1987, Ljubljana)
- Vinko Šribar, doktor arheoloških znanosti (1922, Ljubljana ‒ 1996, Koper)
- Zvonko Rus, zgodovinar, geograf, muzealec (1933, 2020 Metlika)
- Anton Mavretič, doktor mikroelektrotehnike, akademik (1935, Boldraž pri Metliki ‒ 2019)
- Ivan Nemanič, arhivist (1931-2021, Slamna vas pri Metliki)
- Janez Dular, arheolog, akademik (1948, Metlika)
- Ivan Drobnič, arhivar v Belokranjskem muzeju (1884, Dolenjske Toplice ‒ 1972, Metlika)

## Umetnost in kultura
- Gašpar Franchi, zvonar (1657, Julijska krajina, Italija ‒ 1733, Ljubljana)
- Maks Strenar, arhitekt (1901, Trst ‒ 1968, Kranj)
- Gizela Šuklje, arhitektka, pedagoginja (1909, Jelsa, Hvar ‒ 1994, Ljubljana)
- Osip Šest, gledališki režiser, igralec, gledališki pedagog, publicist (1893, Metlika ‒ 1962, Golnik)
- Marko Bajuk, klasični filolog, zborovodja, skladatelj, organizator šolstva (1882, Drašiči pri Metliki ‒ 1961, Mendoza, Argentina)
- Anton Tomašič, televizijski in filmski režiser (1937, Gradac pri Metliki)
- Matjaž Turk, igralec, arhitekt (1938, Metlika)
- Stane Burja, igralec, pevec (1903, Suhor ‒ ?, Zadar, Hrvaška)
- Franci Prus, gledališki igralec (1905, Metlika ‒ 1981, Ljubljana)
- Božena Weiss-Torjanac, igralka, pedagoginja (1935, Metlika)
- Maja Weiss, režiserka (1965, Novo mesto)
- Mateja Koležnik, režiserka, kantavtorica, igralka (1962, Metlika)
- Violeta Tomič, igralka, političarka (1963, Sarajevo)
- Janez Hinek, skladatelj, duhovnik (1796, Metlika ‒ 1871, Stična)
- Alojzij Mihelčič, skladatelj, organist, župan (1880, Harije, Kranjska ‒ 1975, Ljubljana)
- Slavko Mihelčič, skladatelj, zborovodja, glasbeni pedagog (1912, Metlika ‒ 2000, ?)
- Viktor Mihelčič, skladatelj, dirigent, glasbeni pedagog (1913, Metlika ‒ 2010, Kamnik)
- Silvester Mihelčič, skladatelj, ravnatelj glasbene šole v Črnomlju (1943, Metlika)
- Mitja Gregorač, pevec (1921, Metlika ‒ 1997, Ljubljana)
- Ivanka Kraševec, pevka (1941, München)
- Drago Makuc, gledališki igralec (1924, Rosalnice ‒ 1962, Ljubljana)
- Anton Prus, operni pevec (1921, Krmačina pri Metliki - ?)
- Alojz Gangl, kipar (1859, Metlika ‒ 1935, Praga)
- Adolf Pirsch, slikar (1858, Gradac ‒ 1929, Gradec na Štajerskem)
- Zoran Hočevar, pisatelj, slikar (1944, Metlika)
- Filip Fröhlich, slikar, likovni pedagog (1826, Metlika ‒ 1869, Ljubljana)
- Mladena Brancelj, slikarka, likovna pedagoginja, scenografinja (1929, Metlika)
- Franc Kambič, kipar, mizar (1907, Metlika - ?)
- Julij Papič, kipar, slikar (1912, Metlika ‒ 1990, Zagreb)
- Josip Čeferin, slikar (1837, Idrija ‒ 1871, Metlika)
- Jernej Jereb, podobar (1838, Vrh Svetih Treh Kraljev ‒ 1929, Metlika)
- Vincenc Jereb, podobar (1880, Metlika ‒ 1951, Metlika)

## Književnost
- Engelbert Gangl, pesnik, pisatelj, esejist, dramatik, kritik, urednik, prosvetni delavec, sokolski organizator (1873, Metlika ‒ 1950, Metlika)
- Ivan Molek, pesnik, pisatelj, prevajalec, urednik, novinar, organizator naprednega delavskega gibanja (1882, Metlika ‒ 1962, Kalifornija, ZDA)
- Matija Tomc, skladatelj, duhovnik (1899, Kapljišče ‒ 1986, Domžale)
- Marjeta Dajčman, mladinska pisateljica (1934, Bušinja vas pri Metliki)
- Marjanca Kočevar Colarič, pesnica, pisateljica, knjižničarka, kulturna delavka (1947, Metlika)
- Jože Dular, pesnik, pisatelj, muzealec (1915, Vavta vas ‒ 2000, Metlika)
- France Štajer, pisatelj, pravnik (1890, Vipava ‒ 1915, Vipava)
- Marija Nemanič, ljudska pisateljica (1923, Lokvica)
- Janez Kapelle, etnografski pisec (1813, ? ‒ 1897, ?)
- Jani Bevk, pesnik (1961, Metlika)
- Rudolf Vlašič, pesnik, publicist (1958, Metlika)
- Matjaž Rus, pisatelj, humorist, publicist (1961, Metlika)
- Dušan Bečaj, pesnik (1963, Metlika)
- Mežnaršič (roj. Bano), Alenka, humoristka, pesnica, pisateljica, (1940 Ljubljana, Metlika)

## Pravo, politika, uprava in ekonomija
- Niko Belopavlovič,  politik in športni organizator (1921, Hrast pri Metliki ‒ 2012, ?)
- Črtomir Nagode, politik in geolog (1903, Metlika ‒ 1947, Ljubljana)
- Viljem Pfeifer, politik, župan (1842, Kočevje ‒ 1917, Krško)
- Karel Dragotin Rudež, politik (1833, Ribnica ‒ 1885, Hrastje, Šentjernej)
- Anton Laschan, vitez Moorland, avstrijski državni uradnik, ljubljanski župan (1811, Metlika ‒ 1897, Ljubljana)
- Renata Brunskole, političarka, ekonomistka, županja (1970, Novo mesto)
- Julij Nemanič,  poslanec, agronom, enolog, magister znanosti s področja vinarstva (1938, Drašiči pri Metliki)

## Publicistika
- Vladimir Regally, publicist, urednik (1908, Metlika ‒ 1944, Ljubljana)
- Hinko Wilfan, publicist, pisatelj,učitelj (1908, Vevče ‒ 1996, Ljubljana)
- Riko Fux, publicist, sokolski organizator (1887, Metlika ‒ 1940, Ljubljana)
- Marja Cerkovnik, novinarka, pravljičarka (1928, Metlika)
- Mirjam Bezek Jakša, novinarka (1958, Metlika)
- Toni Gašperič, publicist, humorist, satirik (1945-2021 Metlika)

## Šport
- Jani Brajkovič, kolesar (1983)
- Larissa Šoronda, nogometašica, (1995)
- Boris Popovič, košarkar, (2008)

## Šolstvo in izobraževanje
- Martin Ivanetič, učitelj (1797, Metlika ‒ 1881, Ljubljana)
- Davorin Nemanič, gimnazijski profesor, jezikoslovec (1850, Rosalnice ‒ 1929, Zagreb)
- Konrad Barle, učitelj (1875, Podzemelj ‒ 1951, Metlika)
- Jože Koželj, arhitekt, univerzitetni profesor (1931, Metlika ‒ 1994, Ljubljana)
- Božidar Flajšman, univerzitetni profesor likovne umetnosti (1956, Metlika)
- Valentin Burnik, učitelj (1851, Stražišče ‒ 1924, Metlika)
- Franc Hočevar, matematik in pisec matematičnih knjig, šolnik (1853, Metlika ‒ 1919, Gradec)
- Anton Navratil, predsednik Narodne čitalnice, šolski nadzornik, poslanec (1832, Metlika ‒ 1897, Metlika)
- Josip Christof, ustanovitelj zasebne trgovske šole v Ljubljani, pisec učbenikov (1864, Metlika ‒ 1944, ?)
- Ivan Klemenčič, gozdarski inženir, univerzitetni profesor, strokovni pisatelj (1899, Lokvica ‒ 1978, Ljubljana)

## Zdravstvo
- Mirko Černič, zdravnik, kirurg, medicinski terminolog, pisec (1884, Metlika ‒ 1956, Maribor)
- Vinko Kambič, zdravnik, otorinolaringolog, redni profesor na Medicinski fakulteti v Ljubljani in redni član Slovenske akademije znanosti in umetnosti (1920, Metlika ‒ 2001, Ljubljana)
- Radoslav Krištof, veterinar (1842, Metlika ‒ 1904, Tuhelj, Hrvaška]]
- Janko Koren, veterinar, bakteriolog, univerzitetni profesor na Veterinarski fakulteti v Zagrebu (1908, Metlika ‒ ?)
- Blaž Mlačak, zdravnik (1946, Kamanje, Hrvaška)